# Hans Basilius von Gleichenstein
Hans Basilius Edler von Gleichenstein  (* 23. Juni 1671 in Weimar; † 9. November 1747 in Zwötzen) war ein Jurist, Staatsmann und Genealoge.

## Leben
Hans Basilius war ein Sohn von Basilius Güpner, Amtmann in Niederroßla bei Apolda. Seine Schulbildung absolvierte er in Weimar, dann auf dem Gymnasium in Roßleben und schließlich von 1686 bis 1690 am Gymnasium in Pforte. Unmittelbar anschließend wurde er in Jena immatrikuliert, wo er historische und juristische Studien betrieb.
Sein Berufsleben begann er 1694 als Akzessist in den Ämtern Allstedt, Großbrembach-Hardisleben und Niederroßla. 1698 wurde er gothaischer Adjunkt und 1699 Amtskommissar im Amt Leuchtenburg-Orlamünde. Neben den dortigen Amtsgeschäften erwarb er 1703 an der Universität Jena den Grad eines „Licentiatus juris“. Er wurde 1704, vielleicht auch erst 1705 preußischer Oberamtmann in Calbe (Saale) und blieb in dieser Stellung bis 1712. Mit dem Prädikat „Edler von Gleichenstein“ wurde er 1702 von Kaiser Karl VI. in den Reichsritterstand erhoben. Seit 1714 war er gothaischer Kommissionsrat und von 1724 bis 1731 weimarischer Hofrat und Oberamtmann von Bürgel, schließlich von 1731 bzw. 1732 an weißenfelsischer Geheimer Kammerrat.
Seine historischen, meist genealogischen Arbeiten waren von Fälschungen durchsetzt, was ihn der Nachwelt als geschichtsfälschenden Schriftsteller in Erinnerung hielt.

## Werke
- De jure thalami (Disputation; 2. Aufl. 1717)
- Basilius redivivus (1703)
- Tabulae genealogicae, oder Derer von Adel Des Fürstenthums Sachsen-Gotha, stemmatographia alphabetica, (1716; Digitalisat)
- Gotha Diplomatica, Oder Ausführliche Historische Beschreibung Des Fürstenthums Sachsen-Gotha, (mit Friderich Rudolphi; Band 1, 1717; Band 2, 1717)
- Commentatio de stirpe dominorum de Greif (1727)
- Burgelinensis abbatiae primitiae (1729) = Thuringia sacra